# Entzheim
Entzheim là một xã trong tỉnh Bas-Rhin, thuộc vùng Grand Est của nước Pháp, có dân số là 1855 người (thời điểm 1999). Xã nằm gần Cảng hàng không Strassbourg.

## Thông tin nhân khẩu
| 1962 | 1968  | 1975  | 1982  | 1990  | 1999  |
| ---- | ----- | ----- | ----- | ----- | ----- |
| 944  | 1.153 | 1.092 | 1.173 | 1.796 | 1.855 |